# Palais royal d'Aranjuez
Pour les articles homonymes, voir Aranjuez (homonymie).
 (juillet 2021).
Si vous disposez d'ouvrages ou d'articles de référence ou si vous connaissez des sites web de qualité traitant du thème abordé ici, merci de compléter l'article en donnant les références utiles à sa vérifiabilité et en les liant à la section « Notes et références ».
Le palais royal d’Aranjuez (en espagnol : Palacio Real de Aranjuez) est une des résidences du roi d’Espagne. Il est situé à Aranjuez, à 44 km au sud de Madrid.
Le palais a été commandé par Philippe II. Il fut commencé en 1587 par le grand-maître de l'ordre de Saint-Jacques. Charles Quint s'étant emparé à perpétuité de cette charge, le château entra alors dans le domaine royal. Devenu la résidence de printemps de la cour d'Espagne, qui l'abandonne en été pour San Ildefonso, il fut reconstruit à diverses reprises.
Il a été créé à l'époque où Philippe II d'Espagne a déplacé la capitale de Tolède à Madrid . Aranjuez devint l'un des quatre sièges saisonniers du gouvernement, occupé au printemps (à partir de la semaine sainte environ). Par la suite, la cour s'installe successivement à Rascafría, L'Escurial et hiverne à Madrid .
Plusieurs traités internationaux y ont été signés et plusieurs membres de la famille royale y sont morts, notamment :
- 1568 Élisabeth de Valois, épouse de Philippe II ;
- 1758 Marie-Barbara de Portugal, épouse de Ferdinand VI ;
- 1766 Élisabeth Farnèse, veuve de Philippe V ;
- 1806 Marie-Antoinette de Bourbon-Naples, première épouse de Ferdinand VII ;
- 1818 Marie-Isabelle de Portugal, seconde épouse de Ferdinand VII ;
- 1828 Marie-Josèphe de Saxe, troisième épouse de Ferdinand VII.

En 1931, pendant la Seconde République espagnole, la zone a été déclarée monument historique artistique et ouverte au public. Le palais, les jardins et les bâtiments associés font partie du paysage culturel d'Aranjuez et sont inscrits depuis 2001 sur la liste du patrimoine mondial de l'UNESCO.
Le palais royal d’Aranjuez est ouvert au public, comme d'autres sites royaux espagnols de la communauté de Madrid. La gestion est confiée au Patrimonio Nacional espagnol , qui n'autorise pas la photographie privée de son intérieur pour des raisons de sécurité. Cependant, des licences peuvent être disponibles sur demande à des fins spécifiques.
La région d'Aranjuez bénéficie d'un climat doux, d'un paysage verdoyant et varié, réputé aussi pour être un excellent terrain de chasse.

## Histoire
Au XIIe siècle, l'ordre de Santiago a créé une réserve de chasse le long du fleuve Tage près de sa jonction avec le fleuve Jarama.
Son histoire en tant que site royal a commencé au XVIe siècle, lorsque le grand maître de l'ordre Lorenzo I Suárez de Figueroa a dirigé la construction d'un grand pavillon de chasse conçu pour la récréation des membres de l'ordre et de leurs patrons royaux et nobles, connu sous le nom de Raso de Estrella (clairière en forme d'étoile située entre l'actuel palais royal et la gare d'Aranjuez). Le site est aujourd'hui un parc de festival ouvert.
En 1523, Charles Ier d'Espagne prit possession de la zone, qui fut désignée Real Bosque y Casa de Aranjuez (Bois royal et maison d'Aranjuez), afin de divertir ses invités pendant la saison de chasse printanière. En 1551, il créa un jardin botanique pour cataloguer les espèces de plantes nouvellement cataloguées apportées des Amériques. En raison d'autres activités par ailleurs, cette mission n'a pas été entièrement réussie.

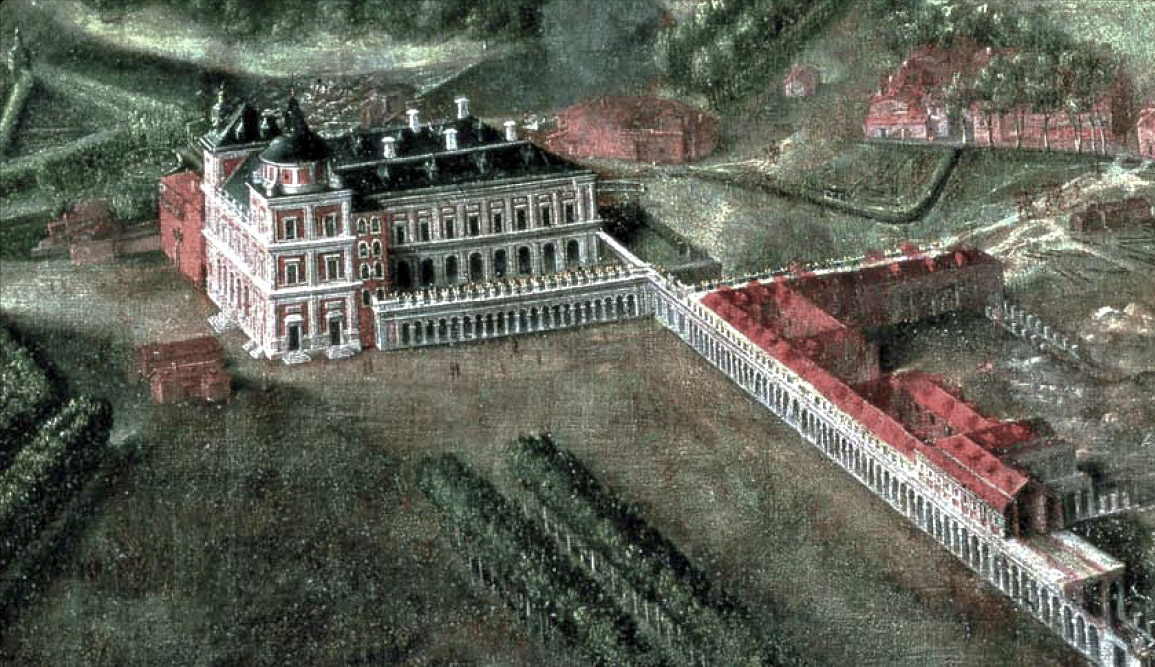
Le palais d'Aranjuez au début du XVIIe siècle, avant les travaux d'agrandissement, montrant le bâtiment de J. B. de Toledo et Juan de Herrera. Peinture anonyme.

En 1561, Philippe II, ayant pris connaissance des prairies fertiles d'Aranjuez, décida qu'une partie des terres au nord du Tage serait consacrée au potager et à l'agriculture générale. Dans une parcelle adjacente au sud de la rivière, le roi commença la construction du premier palais, sur le site du bâtiment existant. Philippe prit à son service les architectes Juan Bautista de Toledo et, un peu plus tard, Juan de Herrera, qui furent également responsables du palais du monastère royal de Saint-Laurent.
Après la mort de Philippe II en 1598, les travaux étaient toujours en cours, seuls étant achevés les appartements royaux, la chapelle, la tour sud et une partie de la façade ouest. Une crise économique et politique, ainsi que la chute de la maison royale de Habsbourg, entraînent l'abandon du projet.
En 1700, le premier roi Bourbon d'Espagne, Philippe V, reprend les travaux, avec l'intention de faire d'Aranjuez un rival du palais de Versailles. Par la suite, ce style imposant sera appliqué au palais royal de la Granja de San Ildefonso. Philippe V ajoute à Aranjuez une nouvelle tour nord, complète la façade ouest et définit la structure qui façonnera le palais actuel. Peu utilisé, le palais fut presque détruit par un incendie en 1748.
Ferdinand VI procède à la reconstruction du palais. Tout en respectant les fondations d'origine, la nouvelle structure devait refléter le style baroque tardif dominant et l'esthétique du XVIIIe siècle, un extérieur imposant et ostentatoire abritant à l'intérieur une série d'espaces somptueusement meublés.

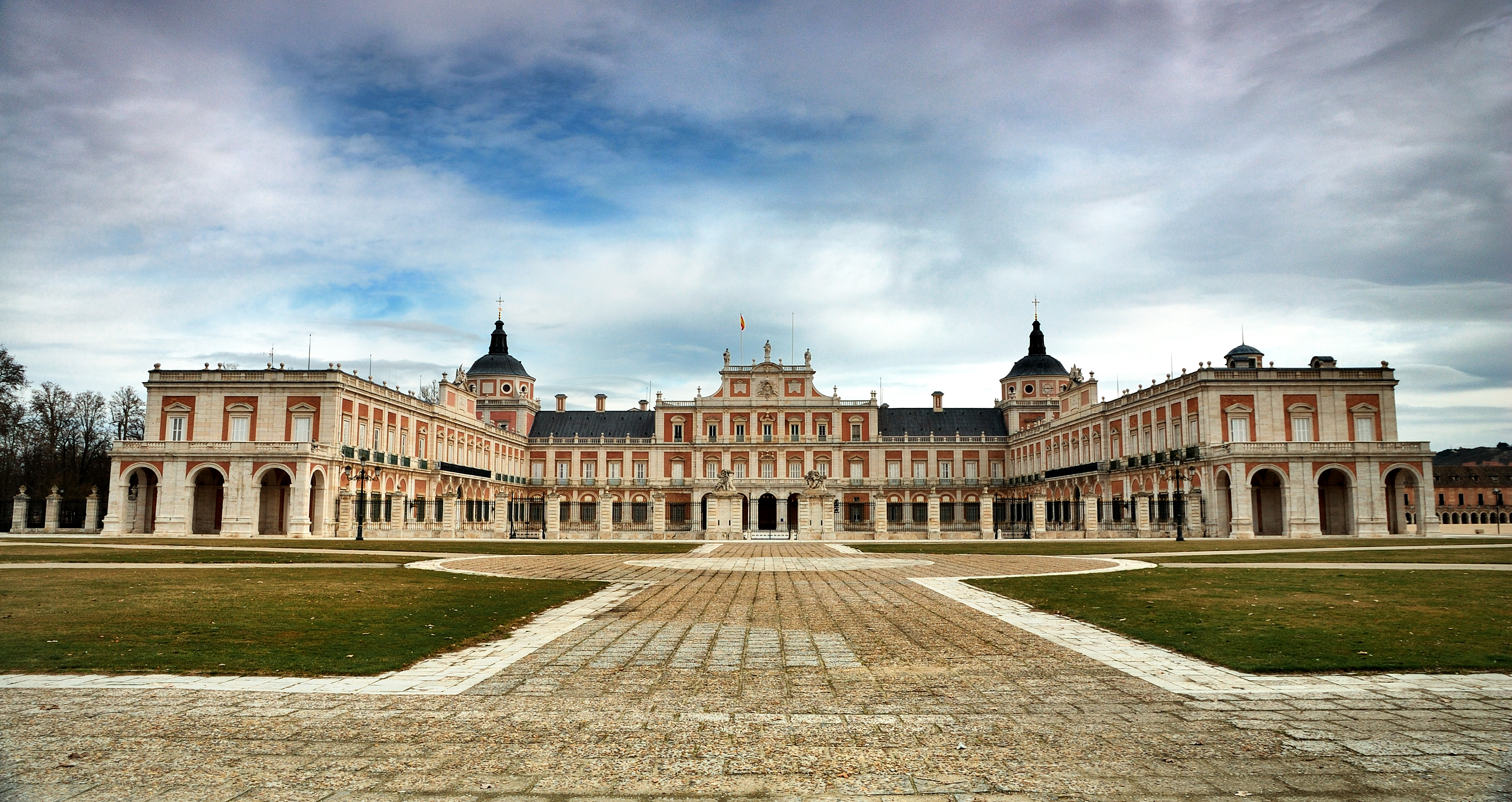
Les ailes encadrant la cour ont été ajoutées au XVIIIe siècle.

Le bâtiment est principalement dû à Charles III dans ses travaux de réforme de la capitale (il est parfois appelé le maire de Madrid) et de modernisation de l'État espagnol.
L'architecte du palais moderne est l'italien Francesco Sabatini. Il a conçu les deux ailes ouest, qui constituent le corps de logis principal clôturant la cour, définissant ainsi trois côtés de la place de la cour d'honneur qui fait face à l'entrée d'origine. À une extrémité de ce complexe se trouvait la chapelle et un emplacement désigné comme le théâtre, bien qu'il n'ait jamais été achevé.
Le décor s'enrichit aux XVIIIe et XIXe siècles de peintures de divers artistes. Dans les salles ont été installés des meubles de bois précieux et plusieurs collections de tapisseries, horloges, lampes et sculptures. Beaucoup de ces pièces uniques ornent les salles, les chambres et les divers espaces. Le Salón de Porcelana était la retraite favorite de Charles III.
Charles III s'y réfugie quelque temps, s'éloignant de la politique espagnole à la suite des émeutes d'Esquilache. Il choisit Aranjuez comme résidence de printemps et d'été à une époque de l'histoire où la cour royale quittait Madrid aux beaux jours et ne retournait dans la capitale qu'en octobre.
Le roi a embrassé les conceptions la physiocratie, doctrine économique dans laquelle la richesse d'une nation résidait dans son sol et son peuple plutôt que dans son trésor. Charles, qui aimait le palais et son environnement rural, a créé le Cortijo de San Isidro comme une ferme expérimentale et a divisé les jardins du palais en l'intime Jardín del Parterre et le plus large Jardín de la Isla. Il organisait des fêtes somptueuses et naviguait parfois le long des tronçons du Tage dans de riches Falúas décorées artistiquement et peintes en or.
Son fils Charles IV et son épouse Marie-Louise de Parme érigèrent un pavillon connu sous le nom de Casa del Labrador (ferme), qui est aujourd'hui ouvert au public et un exemple important de l'architecture néoclassique européenne.
En 1807, Manuel Godoy, favori de Charles IV et Premier ministre espagnol, tenta de faire la paix avec la France napoléonienne, mais se heurta à l'opposition de l'héritier rebelle du trône, Ferdinand, appelé plus tard le « roi félon ». Godoy affirmait que le royaume était à l'abri de l'invasion française napoléonienne imminente en raison des traités qu'il avait facilités. En 1808, alors que Godoy résidait à Aranjuez (au sein du palais d'Osuna), la rumeur d'une invasion se répandit, entraînant une foule en colère dirigée par les partisans rebelles de Ferdinand, le trouvant caché dans un grenier. Il est fait prisonnier, puis exilé. À la suite du succès de la mutinerie d'Aranjuez en mars de la même année, le palais Salón del Trono assiste à l'abdication du roi Charles IV au profit de son fils Ferdinand VII, qui lui-même abdique en mai.
En septembre 1808, lors d'une cérémonie formelle tenue dans la chapelle du palais royal d'Aranjuez devant Mgr Don Juan de la Vera, archevêque de Laodicée, la Junte centrale napoléonienne suprême fut officiellement constituée.
Après la restauration des Bourbons, Alphonse XII désigne le palais royal d'Aranjuez comme résidence de la noble maison des ducs de Montpensier, sa future épouse étant la fille de cette famille, Mercedes d'Orléans. En 1878, la mariée et son entourage arrivèrent de Madrid pour la cérémonie dans une gare ferroviaire imposante, mais temporaire, construite près de la grande entrée de la Plaza de Armas (ouest) du palais d'Aranjuez.
Ce fut le dernier grand événement à avoir eu lieu à Aranjuez, car Marie-Christine d'Autriche, la deuxième épouse du monarque, son fils Alphonse XIII et son épouse Victoire-Eugénie de Battenberg ont tous préféré le palais royal de La Granja de San Ildefonso pour leurs vacances royales.

## Art et architecture

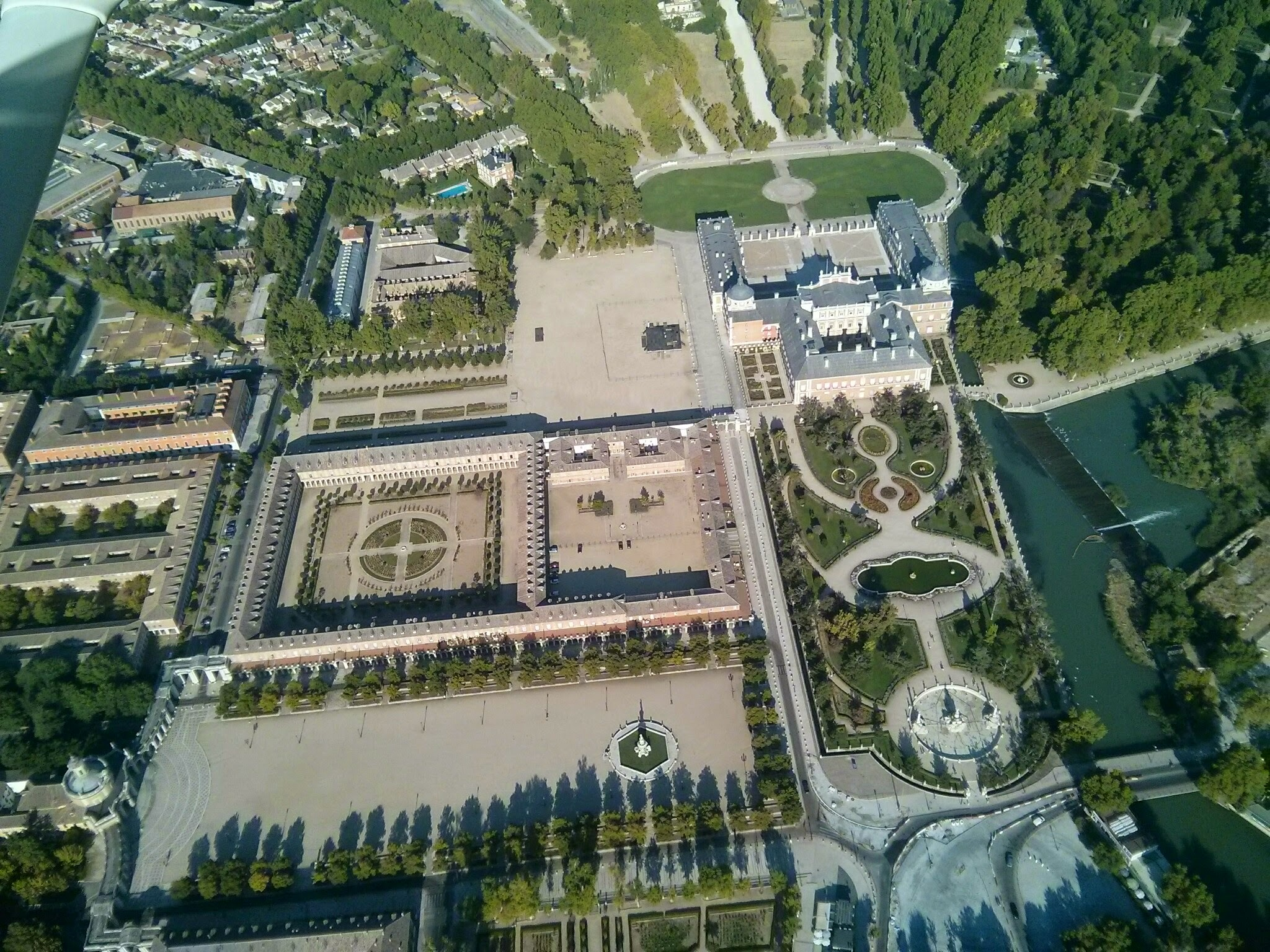
Photographie aérienne du palais et des jardins, vus de l'est, avec le Tage, dont une branche est canalisée, à droite.

Le palais est la pièce maîtresse du domaine royal. Au nord se trouvent d'anciens jardins potagers, aujourd'hui terres agricoles entrecoupées de « manèges royaux » géométriques bordés d'arbres qui sont désormais ouverts au public et majoritairement piétons. À l'est se trouve un trident de routes goudronnées (Reina, Principe & Infantas), le long desquelles la noblesse a érigé des résidences familiales. À l'ouest se développe un trident de voies rurales, dont l'une était la route d'accès royale, bordée de casernes aujourd'hui en ruine. Au plus éloigné du palais se trouve une zone ouverte, le Raso de Estrella, site du pavillon de chasse d'origine et maintenant terrain de fêtes. La gare d'origine se trouvait également ici, avant qu'elle ne soit déplacée plus à l'ouest du site actuel. Certains des anciens embranchements ferroviaires - maintenant un parking pour les navettes - sont également encore visibles. Directement devant le palais se trouve la pelouse ovale, entourée de bancs de pierre monumentaux. L'arrêt du mini-train touristique est à proximité. Au sud se trouve la Plaza de Parejas, une zone sablonneuse ouverte entourée de diverses dépendances du palais décrites ci-dessous.

### Plaza de Parejas

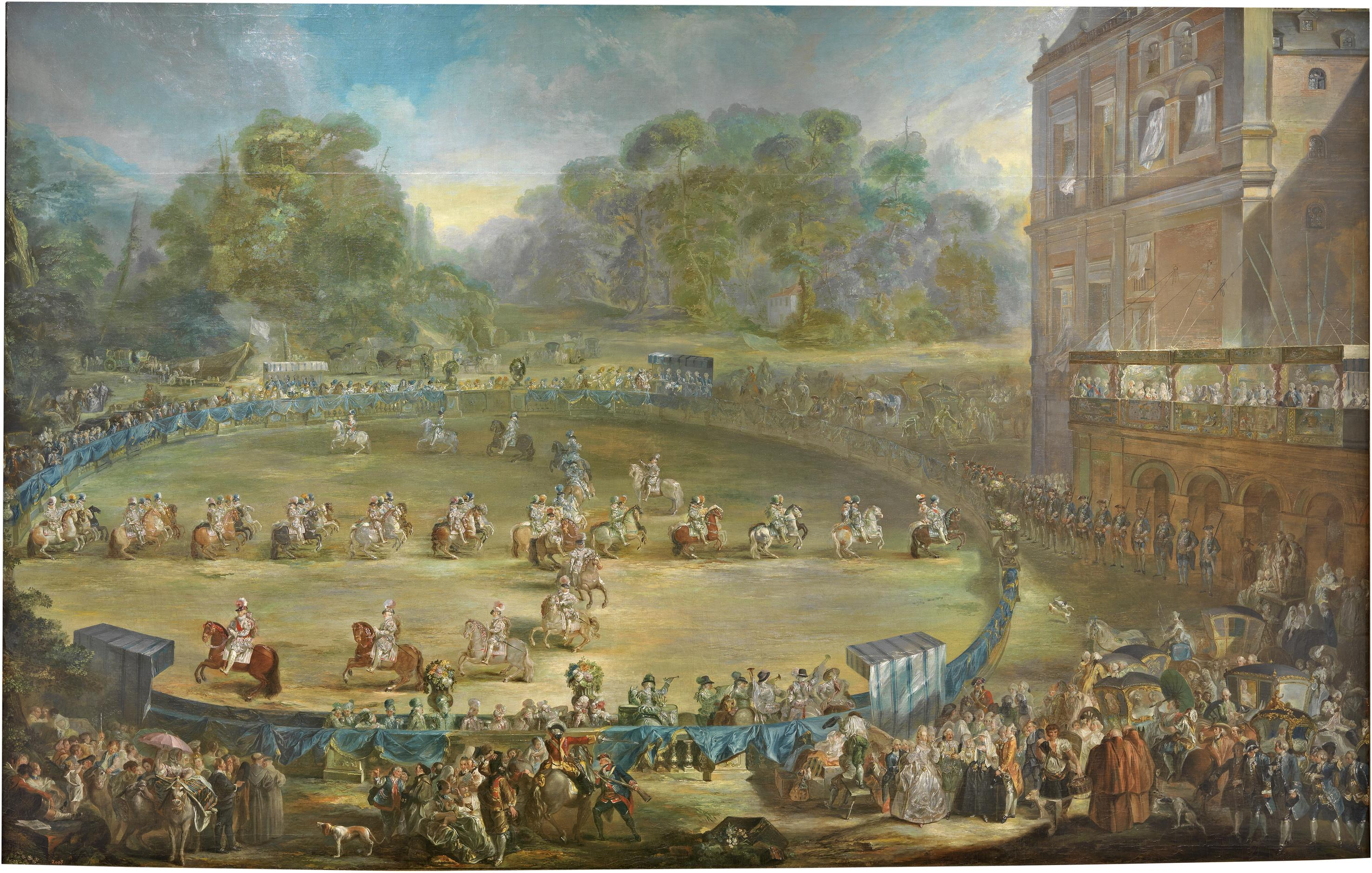
Las parejas reales (festival équestre organisé à l'extérieur du palais), par Luis Paret y Alcázar, 1770, musée du Prado.

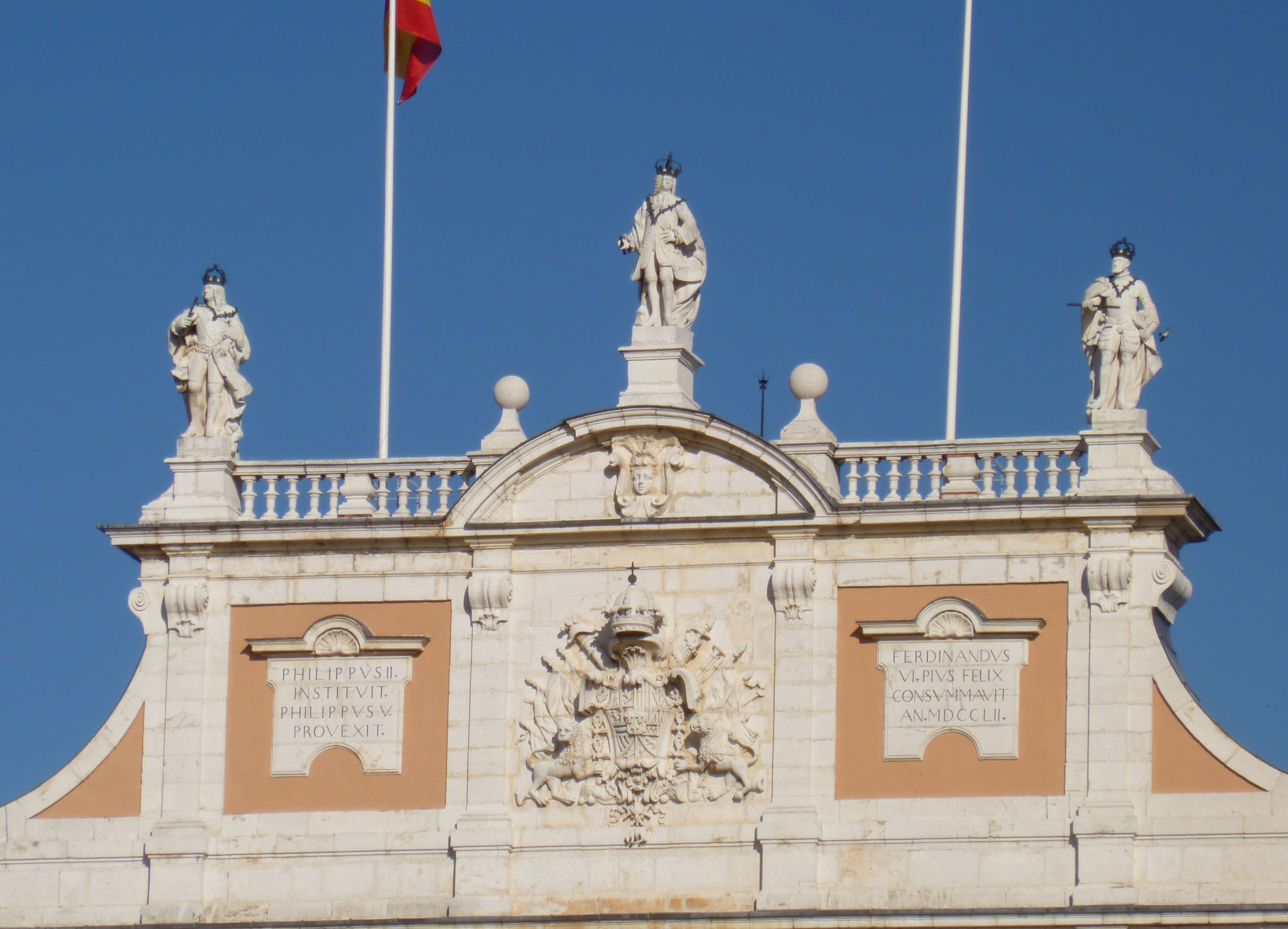
Fronton et inscriptions de la façade principale.

La grande place ouverte au sud du palais est connue sous le nom de Plaza de las Parejas, en référence aux événements équestres qui s'y tenaient autrefois, où la noblesse concourait ou défilait par paires ou parejas. Cette place est délimitée à l'est par un bâtiment à deux étages de style Renaissance, qui était la dépendance auxiliaire du palais (Casa de Caballeros y Oficios - maintenant les tribunaux locaux et les bureaux des impôts). À l'ouest, un entrepôt, des salles de service et (après l'incendie) une cuisine séparée (Casa de Fogones). Face au palais (plus tard un hôtel) se trouve la Casa del Principe de Paz, destinée à être la résidence de Manuel Godoy.
Le palais se compose de deux étages. Le rez-de-chaussée est éclairé par des fenêtres couronnées d'arcs en plein cintre, tandis que l'étage supérieur s'ouvre sur des balcons à grilles de fer. Le corps central du palais s'élève à un troisième niveau surmonté d'un fronton portant l'écu de Ferdinand VI. Sur les côtés du bouclier sont gravées deux inscriptions. Celle de gauche se lit : Philippus II instituit, Philippus V provexit (initié par Philippe II et poursuivi par Philippe V). Celle de droite se lit : Ferdinandus VI Pius Felix consummavit, an(no) MDCCLII (terminé en 1752 par le fidèle et dévot Ferdinand VI).

### Extérieur du palais
Toute la structure est construite en brique rouge, avec des détails en calcaire blanc de Colmenar de Oreja.
L'accès du public se fait à l'est, via la route M-305 et le pont à bateaux. Pour le roi et sa cour, l'accès traditionnel au palais consistait à traverser le Tage par la route (maintenant fermée) à l'ouest près du confluent, puis à se diriger vers l'est, en entrant par la Plaza de Armas et par le portique du corps central.
Le portique principal est encadré par cinq arcs extérieurs symétriques. Sur le rebord se trouvent des statues sculptées par Pedro Martinengo représentant Philippe II, Philippe V et Ferdinand VI. De part et d'autre du portique, les ailes ont trois grands arcs terminaux pour souligner davantage la grandeur de cet accès royal. Au-dessus du portique se trouve un grand balcon avec des parapets en pierre donnant sur la cour.

### Intérieur
Le portique permet d'accéder à l'intérieur par un hall qui mène à son tour à un grand escalier central réalisé par Giacomo Bonavía à la demande de Ferdinand VI. La balustrade en fer noir avec des garnitures dorées s'inscrit dans la tendance rococo. Au plafond pend un grand lustre de style Empire en bronze doré et cristal de La Granja .
Derrière le corps principal du palais se trouve une cour intérieure autour de laquelle sont réparties les différentes salles. Aux deux coins, on peut voir deux petites tours surmontées de coupoles reposant sur des tambours circulaires, avec de petites fenêtres qui éclairent l'intérieur, dans l'une desquelles est placée une horloge.
Le hall est décoré de sculptures et au dernier étage se trouvent trois bustes en marbre à l'intérieur d'alcôves représentant Louis XIV de France, son épouse Marie-Thérèse d'Espagne et leur fils Louis, le Grand Dauphin. Ces bustes ont été réalisés en 1683 par le sculpteur français Antoine Coysevox. La présence de ces trois personnages français dans le palais s'explique par les liens de la famille royale espagnole des Bourbons avec la monarchie française et particulièrement le Grand Dauphin qui était le père de Philippe V et ses parents, les grands-parents de Philippe.
Dans presque toutes les salles se trouvent des horloges de toutes tailles et caractéristiques, le roi Charles IV étant grand collectionneur d'horloges et lui-même habile horloger.
Le palais dispose d’immenses jardins et compte de nombreuses salles luxueuses parmi lesquelles on peut citer le cabinet arabe et le salon de porcelaine. De nombreuses toiles sont exposées au sein de ce palais pour la plupart réalisées par des peintres espagnols et italiens tels que Luca Giordano. L’escalier d’honneur a été construit sous le règne de Philippe V par Giacomo Bonavia.

#### Salón de Guardias de la Reina(salon des gardes de la reine)
Ce salon est décoré de trois scènes murales de la vie du roi Salomon, peintes par l'italien Luca Giordano. Le mobilier est en bois d'olivier de l'époque du roi Charles IV et les horloges proviennent de la collection de Charles IV.

#### Salón de la Reina Isabel II(chambre de la reine Isabelle II)
Ce salon est décoré de scènes mythologiques peintes par Luca Giordano : Jupiter et Léda, Éole (dieu du vent) et Triptolème (le triple guerrier). Le mobilier est de style Empire.

#### Antecámara de Música(antichambre musicale)
Populairement connu sous le nom de Salón del tranvía « la station de tramway », cet espace servait à recevoir des personnalités importantes. Il est décoré de scènes bibliques de l'école italienne du XVIIe siècle et de peintures religieuses de Francesco Solimena.

#### Sala de Música de la Reina(salle de musique de la reine)
Le piano en bois d'olivier fabriqué en Angleterre est un cadeau de l'impératrice Eugénie de Montijo à la reine Isabelle II. Le reste du mobilier est en acajou de style Empire. La lampe néogothique en bronze suspendue au plafond est du XIXe siècle.

#### Anteoratorio de la Reina(antéoratoire de la reine)
Cette chambre dispose d'une mosaïque de tesselles produite dans l'atelier du Vatican. C'était un cadeau du pape Léon XIII au roi Alphonse XII à l'occasion de son mariage avec Marie-Christine d'Autriche.

#### Oratorio de la Reina(oratoire de la reine)
Les fenêtres donnent sur la cour centrale. Reconstruit à l'époque du roi Charles IV par Juan de Villanueva, l'oratoire est décoré de stucs et de fresques peintes vers 1791 par Francisco Bayeu y Subías, qui était le beau-frère de Francisco de Goya. Les sujets représentés sont l’Adoration des Mages, l’Adoration des Bergers, la Fuite en Égypte, la Visitation et Zacharie et Sainte Elisabeth avec la Vierge Marie. En plus des piliers qui forment la charpente du maître-autel sont saint Matthieu et saint Luc. Au centre de la voûte est représenté Dieu le Père avec une armée céleste d'anges. Au sommet de la coupole vole la colombe du Saint-Esprit. La toile de l’Immaculée Marie occupant l'espace central est de Mariano Salvador Maella.

#### Salón del Trono(salle du trône)

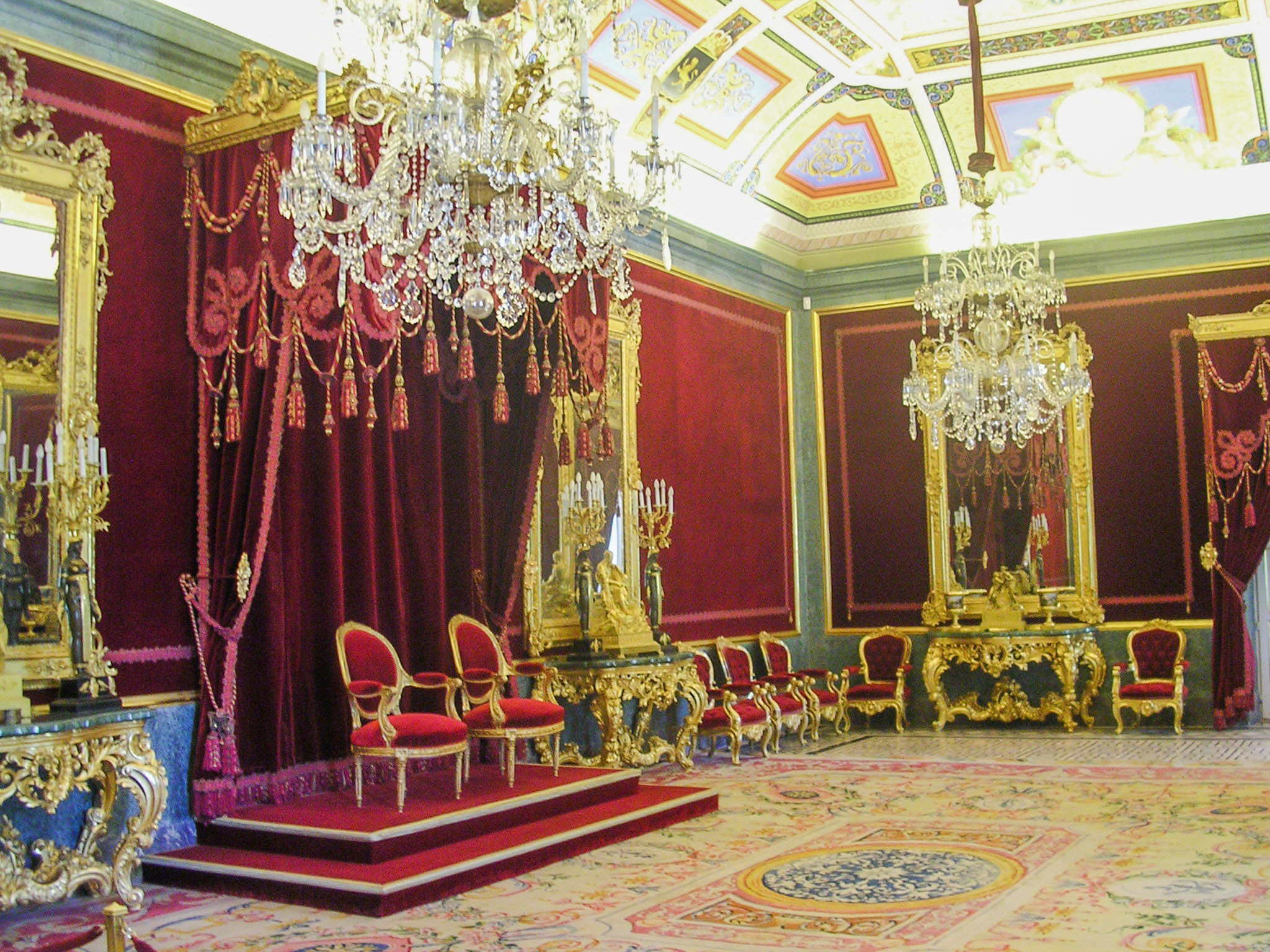
Salle du trône

La coupole en retrait est décorée de fresques de style pompéien attribuées à Vicente Camarón en 1851 et représentent la monarchie. La couronne royale est soutenue par des figures de Vénus et de l'industrie. À droite se dresse l'ars et à gauche l'abondance et la prudence. Autour de la salle court une base de stuc qui simule le marbre avec des tons de serpentine verte. Dans cette salle, les rois officiaient lors de visites formelles. Les murs sont tapissés de velours rouge. Le mobilier est principalement de la période d'Isabelle II, à l'exception des trônes royaux décoratifs de style Louis XVI français qui ont été utilisés par Alphonse XII et sa femme.

#### Despacho de la Reina(bureau de la reine)
Cette pièce était utilisée par Isabelle II comme bureau, puis comme chambre. Des peintures ornent ses murs, dont le Vase de Jan Brueghel. Un paysage de Martínez del Mazo, deux tableaux de petit format avec vue sur des bâtiments classiques, peints par Francisco Galli Bibiena, et trois vases d'Arellano sont d'autres des plus intéressants. La voûte est décorée de fresques de style pompéien par Mariano Salvador Maella avec des scènes de la Passion du Christ. À côté de cette salle se trouve une petite chapelle ou oratoire privé avec une peinture de la Vierge par Luca Giordano. La lampe suspendue au plafond est en verre de La Granja de San Ildefonso. Les meubles sont de l'époque de Charles IV, construits à l'Atelier royal, mettant en valeur un beau travail de marqueterie.

#### Gabinete de Porcelana(chambre de porcelaine)

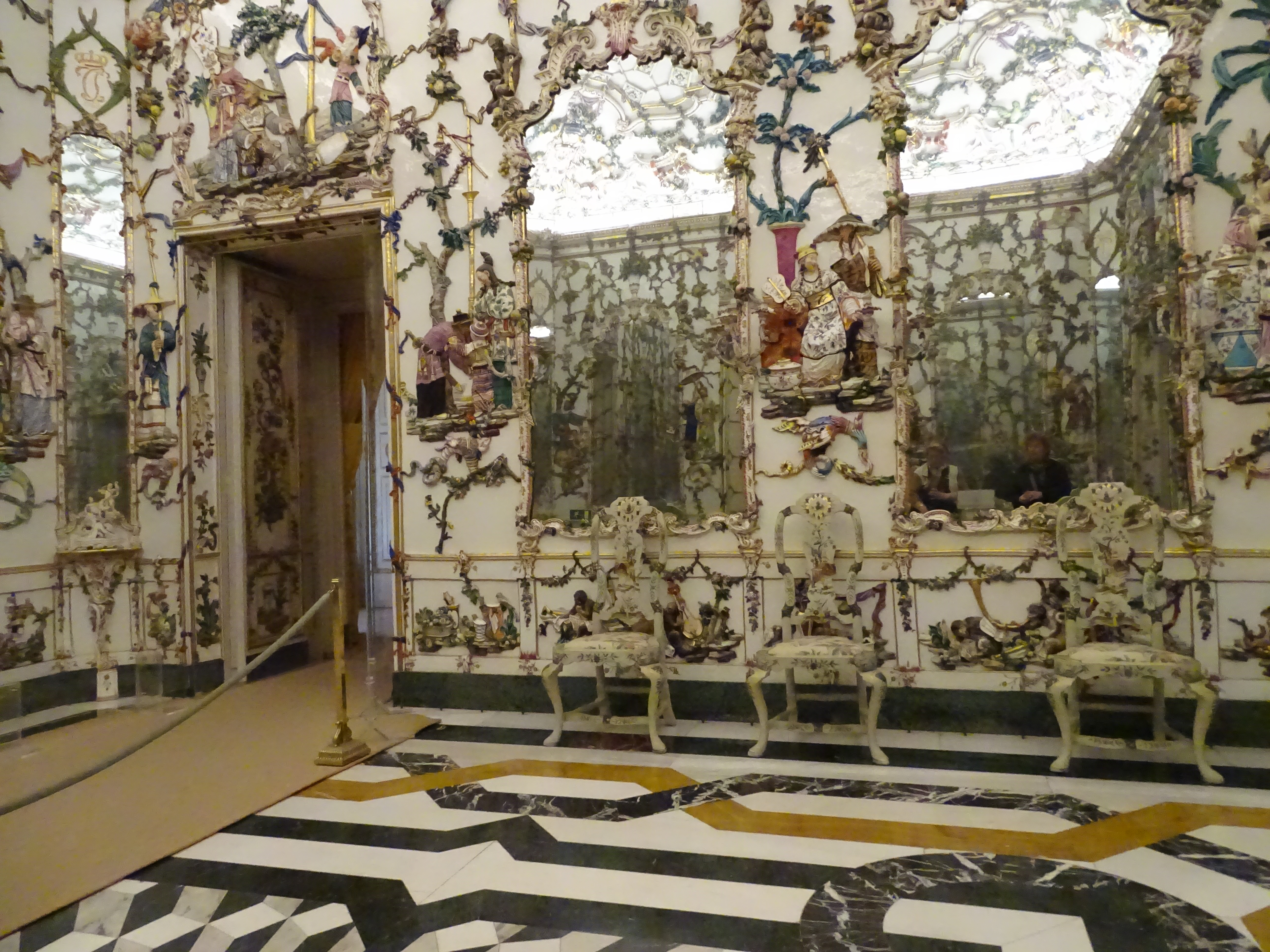
Chambre de porcelaine

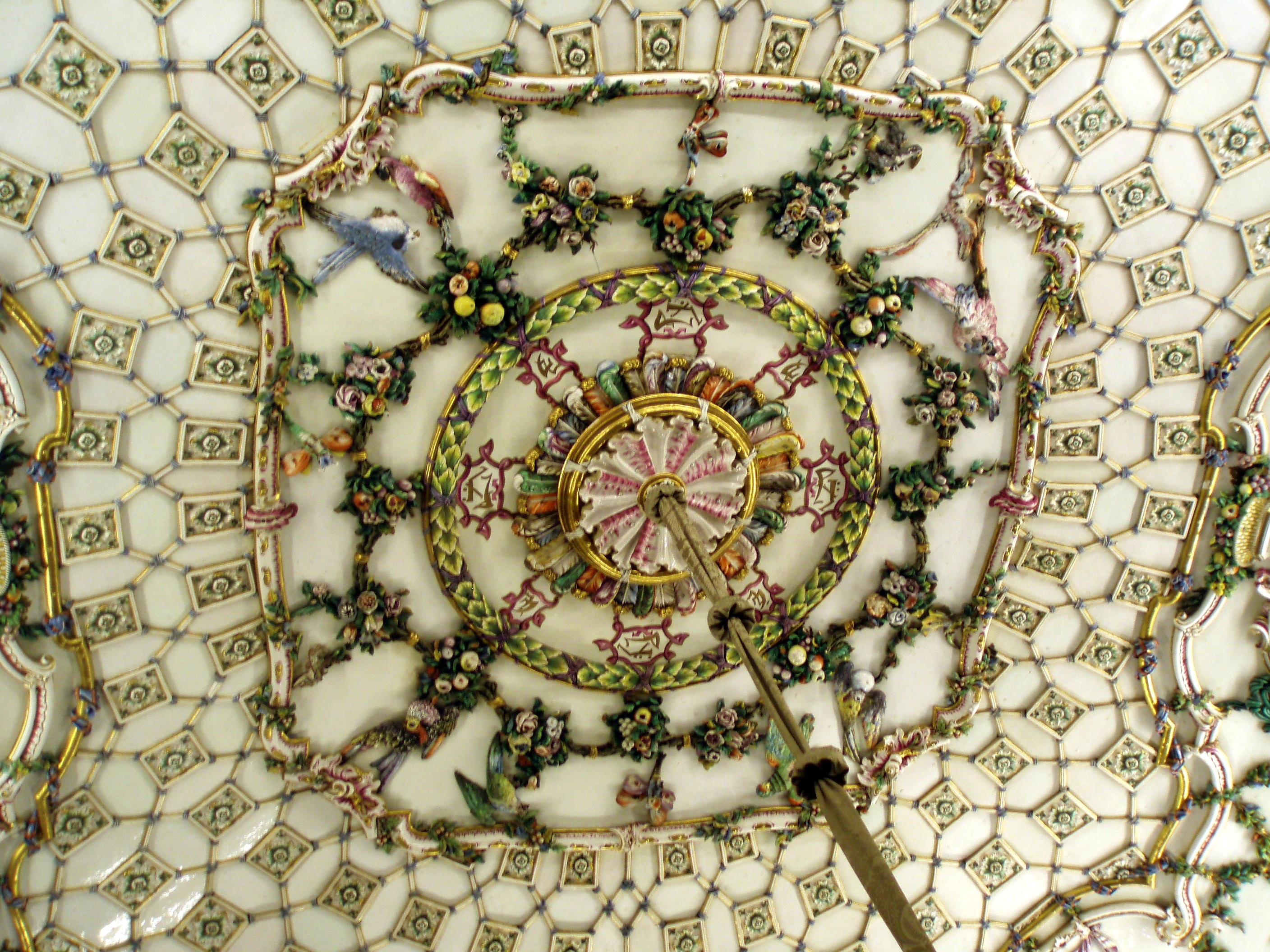
Plafond de la chambre de porcelaine

Cette salle, commandée par Charles III, est de taille moyenne. Ses murs et plafonds sont entièrement tapissés de plaques de porcelaine blanche de la Manufacture royale de porcelaine du Buen Retiro à Madrid et de reliefs à décor rococo à motifs de chinoiseries : guirlandes de fleurs, fruits, singes, vases, mandarines, perroquets, samouraïs, oiseaux et dragons. Les plaques en céramique sont fixées aux murs en bois par des vis. Ils ont été réalisés entre 1760 et 1765 par Giuseppe Gricci. Le sol est en marbre. Huit grands miroirs contre les murs multiplient l'effet des décors. Entrecoupés de la décoration décrite ci-dessus se trouvent des groupes humains dans des scènes de tous les jours. Au centre du plafond se dresse une lampe prenant la forme d'une palme, tandis qu'un Chinois avec un éventail et un singe sur les épaules escalade le tronc de l'arbre. Cette pièce avait fonction de salle de jeux.

#### Dormitorio de la Reina(chambre de la reine)
La coupole est décorée de fresques à la détrempe de Zacarías González Velázquez avec des allégories de la science, de la vertu, de l'art, de la loi et de la monarchie. La pièce maîtresse est le lit, de style Isabelle II, cadeau de la ville de Barcelone à la reine Isabelle II lors de son mariage avec François d'Assise de Bourbon. Les consoles sont des œuvres de l'atelier de l'ébéniste français Daumier.

#### Tocador de la Reina(boudoir de la reine)
Les murs de cette salle sont recouverts de rideaux de soie des usines valenciennes. Le boudoir est en bois de palo santo, avec des miroirs des deux côtés et une chaise avec incrustation de nacre et d'or. Le mobilier est d'Isabelle II, tandis que la voûte a été peinte par Vicente Camarón avec des représentations des saisons.

#### Salón de Baile(salle de bal)
Sert de salle de séparation entre les chambres privées du roi et de la reine. Le mobilier est de décoration de style Isabel II, de la fin du XIXe siècle, mais n'a aucun rapport avec le mobilier d'origine, qui a disparu dans un incendie à la fin du XIXe siècle.

#### Comedor de gala(salle à manger officielle)
Cette ancienne salle de débats sous le règne de Ferdinand VI, fut utilisée sous Charles III comme salle de banquet pour les dîners officiels, le palais possédant plusieurs autres salles à manger moins formelles. Le plafond voûté a été peint vers 1750 par Jacopo Amigoni avec une symbolique moralisante compliquée. La figure du temps est entourée de femmes qui tentent de lui couper les ailes pour empêcher le temps de s'envoler. La Vérité est dépeinte comme la matrone des anges, tandis que la Sagesse lui rend hommage. La monarchie est représentée par ses attributs positifs et ses vertus (justice, religion, bonté, l'ange de la paix avec un rameau d'olivier, la foi et la charité en tant que femmes protégeant les enfants). Une série de grisailles représente les parties du monde où la monarchie avait ses possessions. Parfois, cet espace était également utilisé comme salle de bal. Le sol est de style rococo de très bonne qualité, avec des stucs de Carlos Antonio Bernasconi, représentant des attributs militaires, des partitions et des instruments de musique.

#### Dormitorio del Rey(chambre du roi)
Le lit en bois de style Empire est en acajou avec des appliques de bronze. La voûte est décorée de fresques de Jacopo Amigoni et Bartolomé Rusca, mettant en évidence les allégories de la paix, de la justice et de l'abondance réalisées par Bartolomé Rusca. Sur le lit se trouve une toile du Christ sur la croix, par Anton Raphael Mengs, de 1761. Également une toile de 1825 la Vierge à l'Enfant par José de Madrazo Agudo.

#### Salón de espejos(chambre des miroirs)
Les murs de cette pièce sont entièrement décorés de miroirs de la manufacture de La Granja de San Ildefonso. La salle servait d'antichambre au roi Charles IV. Le plafond est décoré de fresques de style pompéien, réalisées par Juan de Mata Duque vers 1803.

#### Salón árabe(salle mauresque)

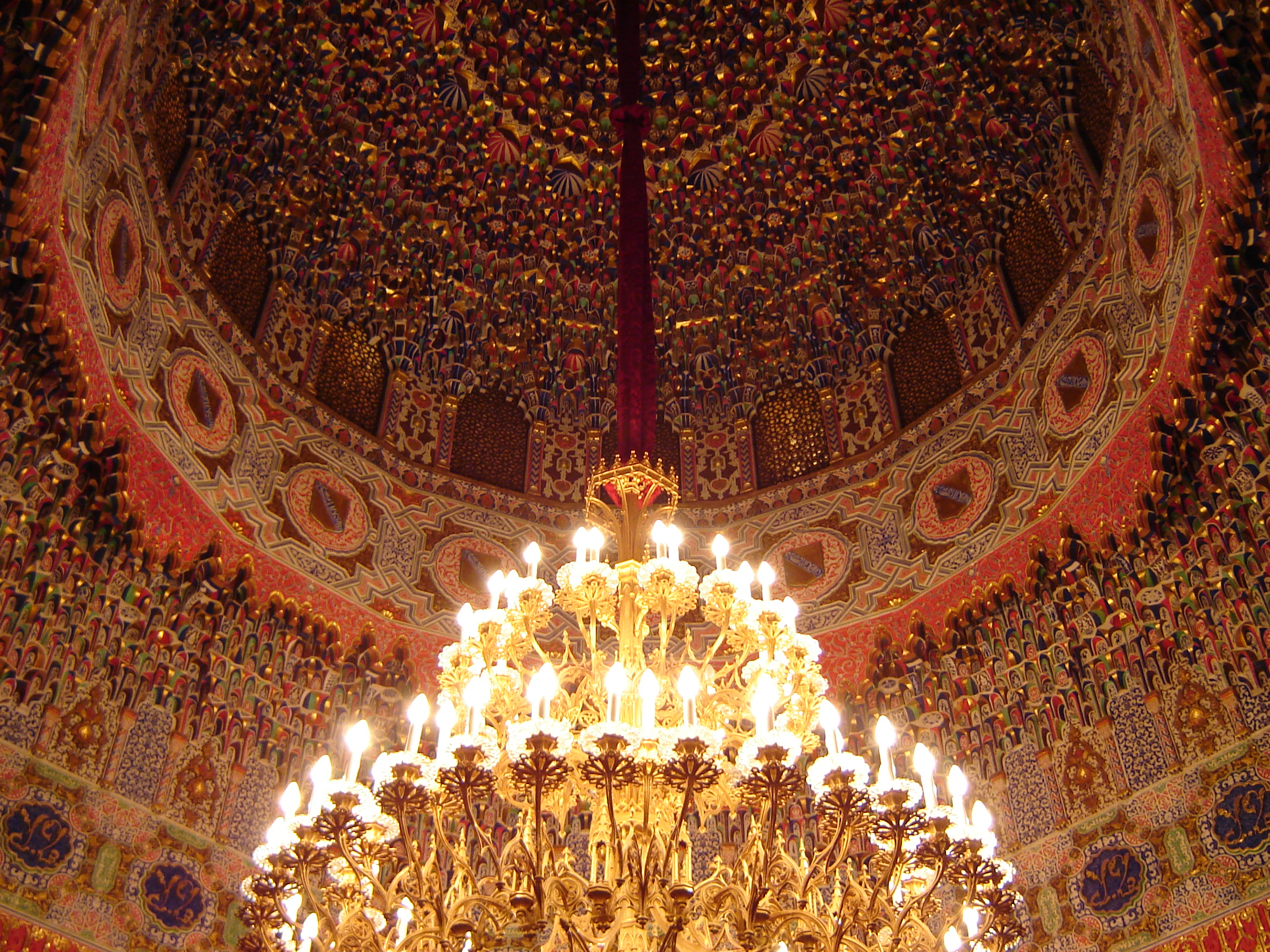
Salon mauresque

Cette salle, réalisée par Rafael Contreras Muñoz pour la reine Isabelle II entre 1847 et 1851, est décorée d'une fantaisie mauresque (néo-nasride) à base de Mozarabes, semblable à la Sala de Dos Hermanas de l'Alhambra de Grenade. Ce salon est, avec le cabinet de porcelaine, l'une des deux pièces les plus admirées. Son mobilier se compose d'une table centrale en porcelaine et d'une lampe en bronze et cristal. Il servait principalement de fumoir pour les hommes. La décoration des murs est faite de plâtre aux couleurs vives.

#### Despacho del Rey(bureau du roi)
Cette voûte aux fresques de style pompéien, de Juan de Mata Duque, propose des allégories des arts libéraux. Le bureau en olivier est décoré de bronze et de marbre. Le mobilier de style Empire est l’œuvre de Jacob Desmalter, ébéniste de Napoléon Bonaparte.

#### Sala de estudio del Rey(salle d'étude du roi)
Cette voûte de style pompéien a été peinte par Juan de Mata Duque ; le mobilier est de style Charles IV.

#### Sala China(Salle chinoise)
À l'intérieur se trouve une collection de deux cent trois petits tableaux que l'empereur de Chine a offerts à la reine Isabelle II, réalisés à l'encre sur papier de riz, représentant des scènes de la cour, des fêtes, du théâtre, des animaux, etc. La voûte, décorée de fresques par Zacarías González Velázquez, représente des scènes mythologiques au centre et des scènes de campagne des deux côtés. Au plafond est suspendue une lampe globe aux motifs de chinoiseries.

#### Sala de guardias del Rey(salle de garde du roi)
Cette salle est l'une des plus anciennes, construite à l'époque de Philippe II. Elle est ornée de six grands tableaux de Luca Giordano, dont trois de thèmes bibliques : La Mort d'Absalom, David portant la cuirasse et la Construction du temple de Salomon, et de trois autres sur des thèmes militaires. Les chaises du XVIIIe siècle sont en acajou.

#### Chapelle royale
La chapelle, qui renferme un tableau de Titien, fut construite sous Philippe II. Francisco Bayeu a fait pour la chapelle, en 1778, une esquisse du Triomphe de l'Agneau de Dieu, aujourd'hui conservée au musée du Prado.